# Nurminen (sjö i Laukas, Mellersta Finland, Finland)
Nurminen eller Nurmijärvi är en sjö i Finland. Den ligger i kommunen Laukas i landskapet Mellersta Finland, i den centrala delen av landet, 260 km norr om huvudstaden Helsingfors. Nurminen ligger 85,4 meter över havet. Arean är 2,14 kvadratkilometer och strandlinjen är 13,48 kilometer lång. Sjön  ingår i Kymmene älvs huvudavrinningsområde.   Den ligger vid sjön Kuusvesi. Den sträcker sig 3,5 kilometer i nord-sydlig riktning, och 1,7 kilometer i öst-västlig riktning.
I övrigt finns följande i Nurminen:
- Suutarinsaari (en ö)